# منطقة تامنجلونج
تامنجلونج رمزها «TA» (بالإنجليزية: Tamenglong)‏ ، هو تقسيم إداري لدولة الهند تتبع ولاية مانيبور (بالإنجليزية: Manipur)‏ ، مركزها هو مدينة تامنجلونج (بالإنجليزية: Tamenglong)‏ عدد سكانها حسب تعداد سنة 2001 هو 111,493 ، مساحتها 4,391 كم² وكثافة السكان 25 لكل كم² .